# Kozłek

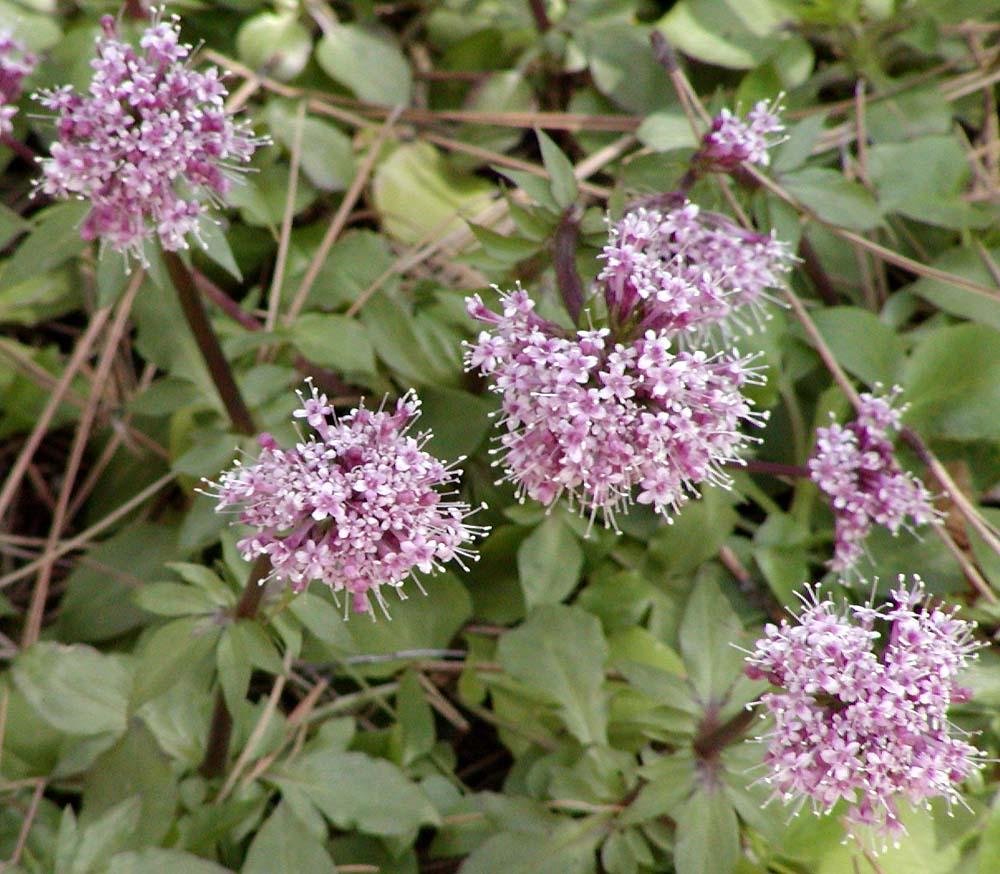
Valeriana arizonica

Kozłek, waleriana (Valeriana L.) – rodzaj roślin z rodziny przewiertniowatych Caprifoliaceae. Należy do niego ok. 425 gatunków roślin. Występują na półkuli północnej, głównie w strefie umiarkowanej, nieliczne gatunki obecne są w strefie równikowej i na półkuli południowej. W Polsce w zależności od ujęcia systematycznego rośnie 5 lub 6 gatunków. Rośliny z tego rodzaju spotykane są w najróżniejszych siedliskach: na terenach skalistych, w formacjach trawiastych i leśnych, na mokradłach, na suchych i mokrych stokach gór.
Suszone kłącze kozłka lekarskiego używane jest w ziołolecznictwie, lokalnie wykorzystywane są leczniczo także inne gatunki. Niektóre kozłki uprawiane są jako rośliny ozdobne.
Naukowa nazwa rodzaju pochodzi prawdopodobnie od łacińskiego słowa valeo oznaczającego być zdrowym i stosowana była już w Średniowieczu, najwyraźniej ze względu na właściwości lecznicze kozłka.

## Rozmieszczenie geograficzne
Rośliny te występują na półkuli północnej, zwłaszcza w klimacie umiarkowanym (w Europie rośnie 20 gatunków), nieliczne spotykane są na obszarach górskich w środkowej i południowej Afryce oraz w południowoamerykańskich Andach. 
Gatunki Flory Polski
Pierwsza nazwa naukowa według listy krajowej, druga – obowiązująca według bazy taksonomicznej Plants of the World Online (jeśli jest inna)
- kozłek bzowy Valeriana sambucifolia J. C. Mikan ≡ Valeriana excelsa subsp. sambucifolia (J.C.Mikan ex Pohl) Holub
- kozłek całolistny Valeriana simplicifolia (Rchb.) Kabath ≡ Valeriana dioica subsp. simplicifolia (Rchb.) Nyman
- kozłek dwupienny Valeriana dioica L.
- kozłek lekarski, waleriana Valeriana officinalis L.
- kozłek trójlistkowy Valeriana tripteris L.
- kozłek wąskolistny Valeriana angustifolia Tausch ≡ Valeriana stolonifera subsp. angustifolia Soó

## Morfologia

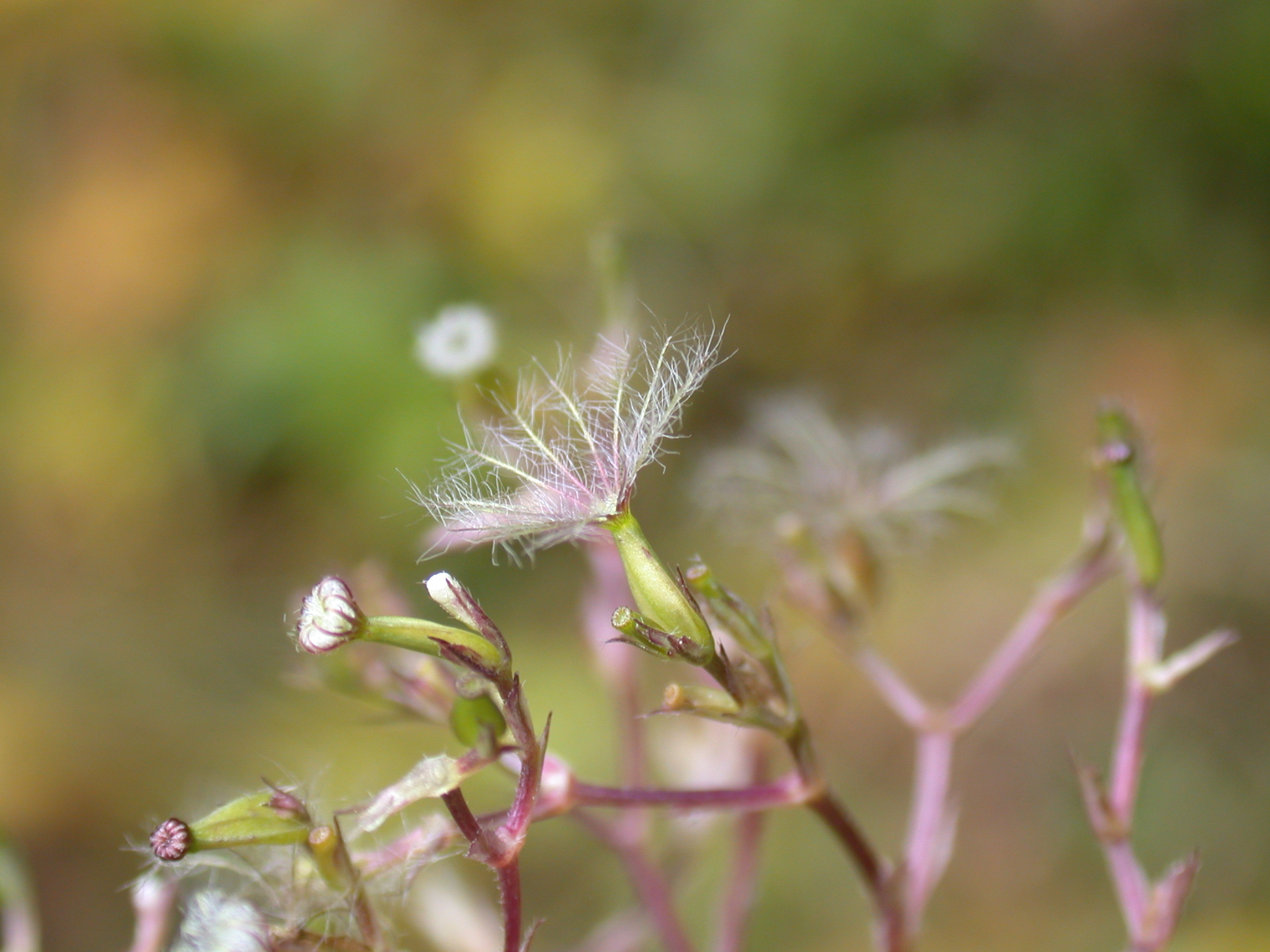
Owoc kozłka lekarskiego z puchem kielichowym

PokrójByliny osiągające ponad 1 m wysokości. Pęd rozwija się z podziemnego krótkiego lub długiego kłącza. Część gatunków wytwarza rozłogi. Pędy nagie lub pokryte włoskami – omszone, długo lub szorstko owłosione, włoski jedno- lub wielkokomórkowe.
LiścieDolne liście (odziomkowe) zebrane w rozetę przyziemną, niepodzielone lub podzielone pierzasto, trwałe lub obumierające w miarę wzrastania pędu nadziemnego. Liście łodygowe zwykle naprzeciwległe, dolne ogonkowe, ku górze ogonek coraz bardziej skrócony i w końcu górne liście siedzące. Blaszka niepodzielona lub pierzasto złożona lub pierzasto sieczna lub wrębna.
KwiatyDrobne, zebrane są w baldachokształtne (spłaszczone od góry) gęste kwiatostany szczytowe lub kątowe. W czasie owocowania kwiatostany się rozluźniają z powodu wydłużania się szypułek. Rozgałęzienia kwiatostanu wsparte są przysadkami, dolnymi często klapowanymi, górnymi – całobrzegimi. Kielich pierścieniowaty, zmienny – z niewyraźnymi ząbkami lub bez ząbków, w czasie owocowania przekształca się u większości gatunków w puch. Korona z 5 zrośniętych płatków, niewielka, zwykle biała, różowa lub niebieskawa. Pręciki trzy, zrośnięte z rurką korony. Słupek jeden, z zalążnią dolną, trójkomorową, ale z zalążkiem rozwijającym się tylko w jednej komorze. Szyjka słupka pojedyncza, zakończona trójdzielnym znamieniem.
OwoceNiełupki, z trzema żeberkami na wypukłej stronie i jednym żeberkiem na stronie płaskiej. Zwieńczone są u wielu gatunków włoskami lotnymi powstającymi z kielicha.

## Systematyka
Pozycja systematyczna
Według APweb (aktualizowany system APG IV z 2016) rodzaj należy do szeroko ujmowanej rodziny przewiertniowatych Caprifoliaceae, a w jej obrębie do podrodziny kozłkowych Valerianoideae. W niektórych ujęciach podrodzina ta podnoszona jest do rangi rodziny – kozłkowatych Valerianaceae.
Lista gatunków

## Zastosowanie
Suszone kłącze kozłka lekarskiego używane jest w ziołolecznictwie. Roślina wykorzystywana była także w przemyśle perfumeryjnym. Jej charakterystyczny zapach i właściwości lecznicze (działanie uspokajające, nasenne oraz spazmolityczne) związane są z wytwarzaniem kwasu walerenowego, atrakcyjnego nie tylko dla ludzi, ale zwłaszcza dla kotów, psów i szczurów. Wykorzystywane leczniczo bywają także lokalnie i inne gatunki z tego rodzaju (zwłaszcza V. jatamansi). Niektóre gatunki są także uprawiane jako rośliny ozdobne (na przykład V. pratensis).
W Polsce w uprawie odnotowane zostały następujące gatunki:
- kozłek czosnaczkowaty Valeriana alliariifolia Vahl
- kozłek celtycki Valeriana celtica  L.
- kozłek górski Valeriana montana L.
- kozłek solny Valeriana salina Pleijel ≡ Valeriana excelsa subsp. salina (Pleijel) Hiitonen
- kozłek odgięty Valeriana supina Ard.
- kozłek lipolistny Valeriana tiliifolia Troickij
- kozłek wielki Valeriana phu L.

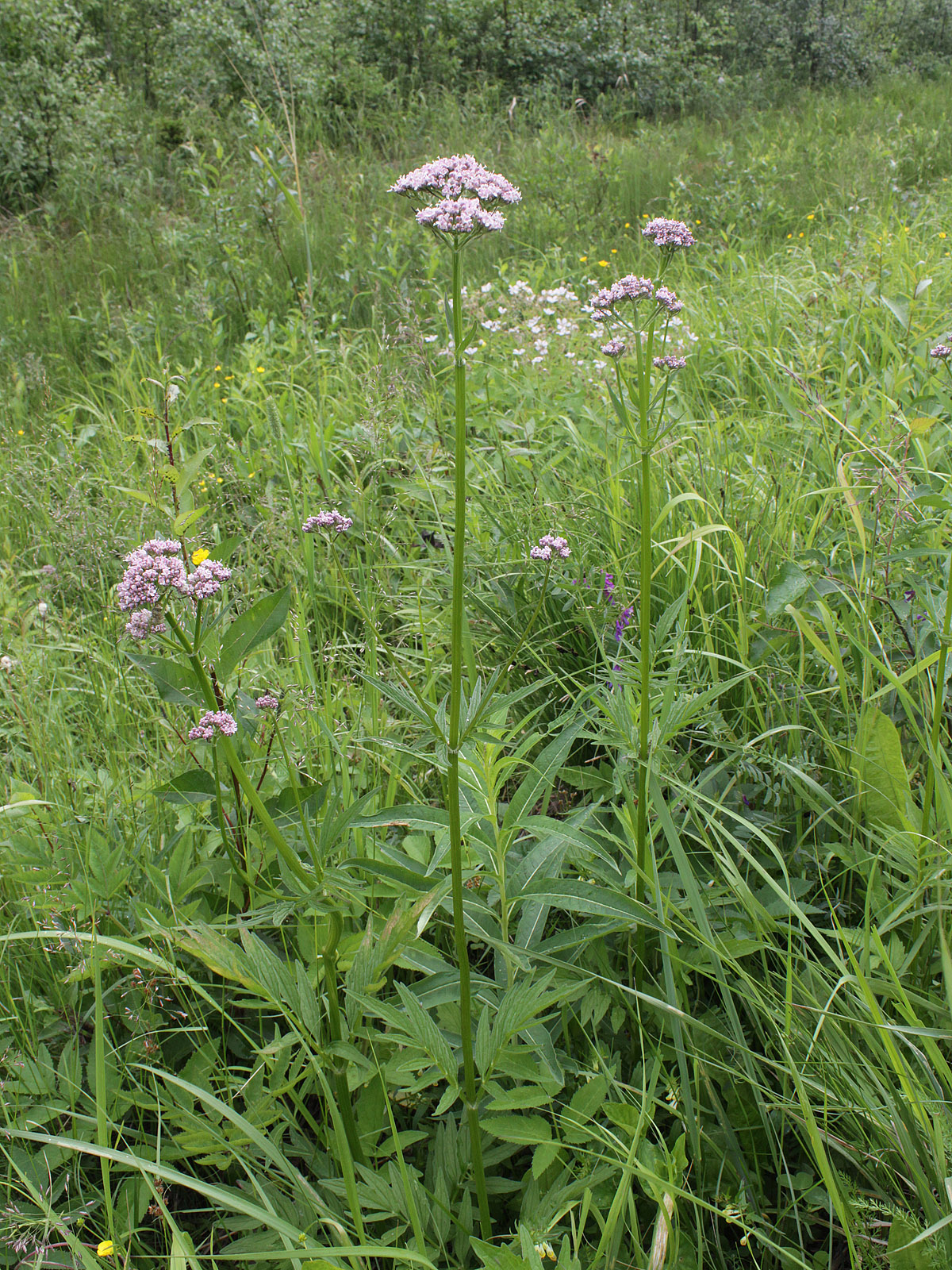
Kozłek bzowy V. sambucifolia
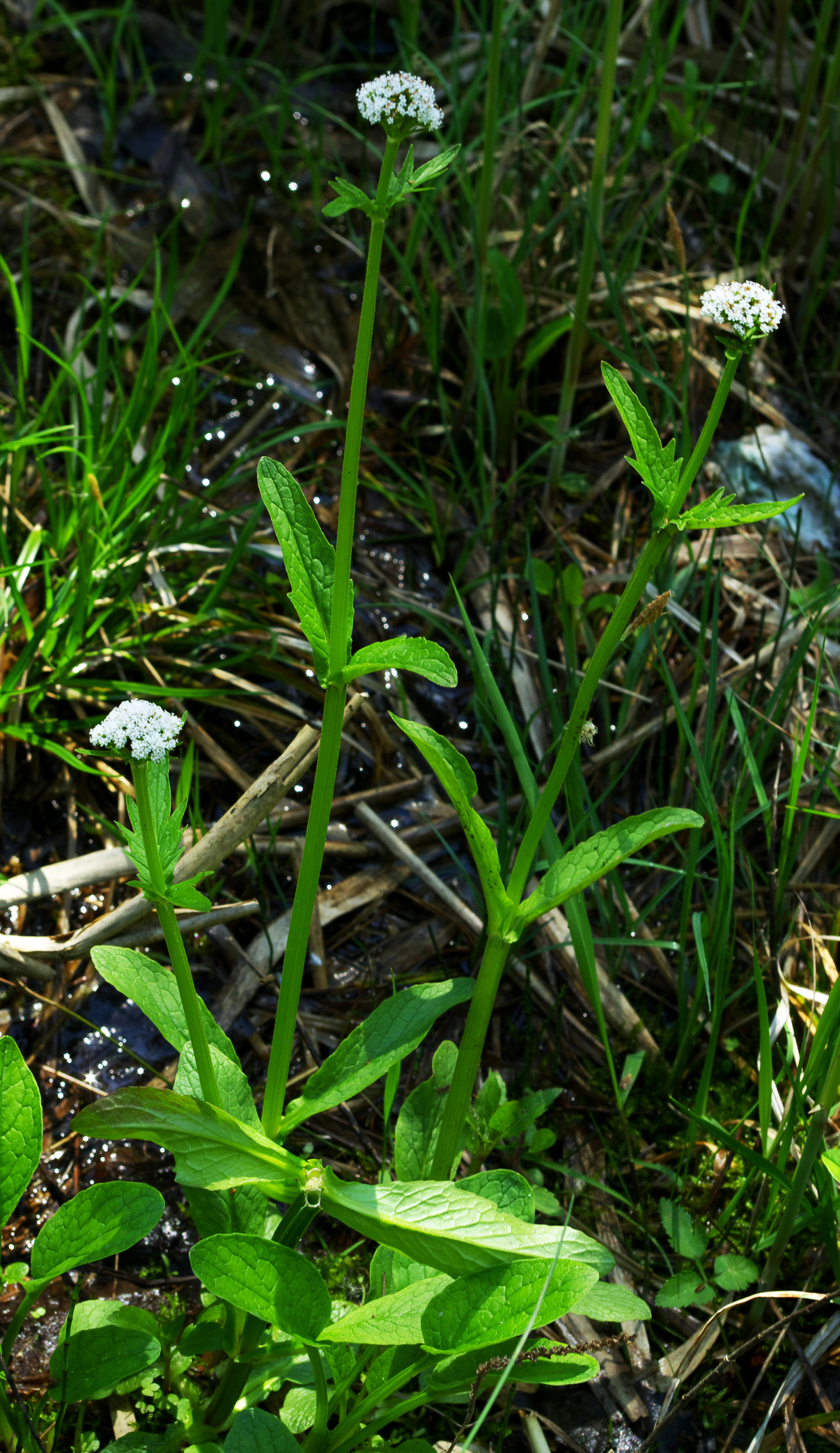
Kozłek całolistny V. simplicifolia
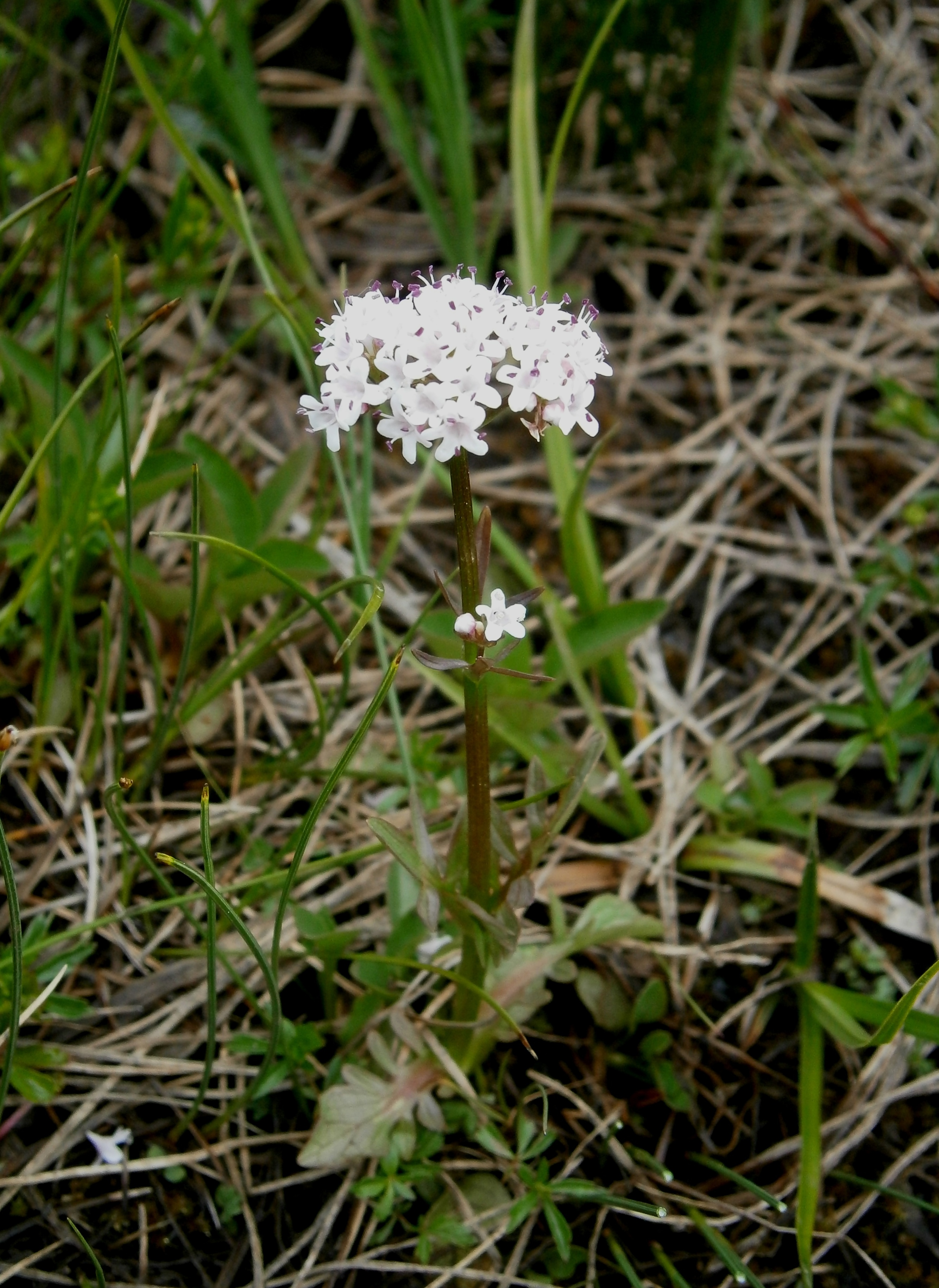
Kozłek dwupienny V. dioica
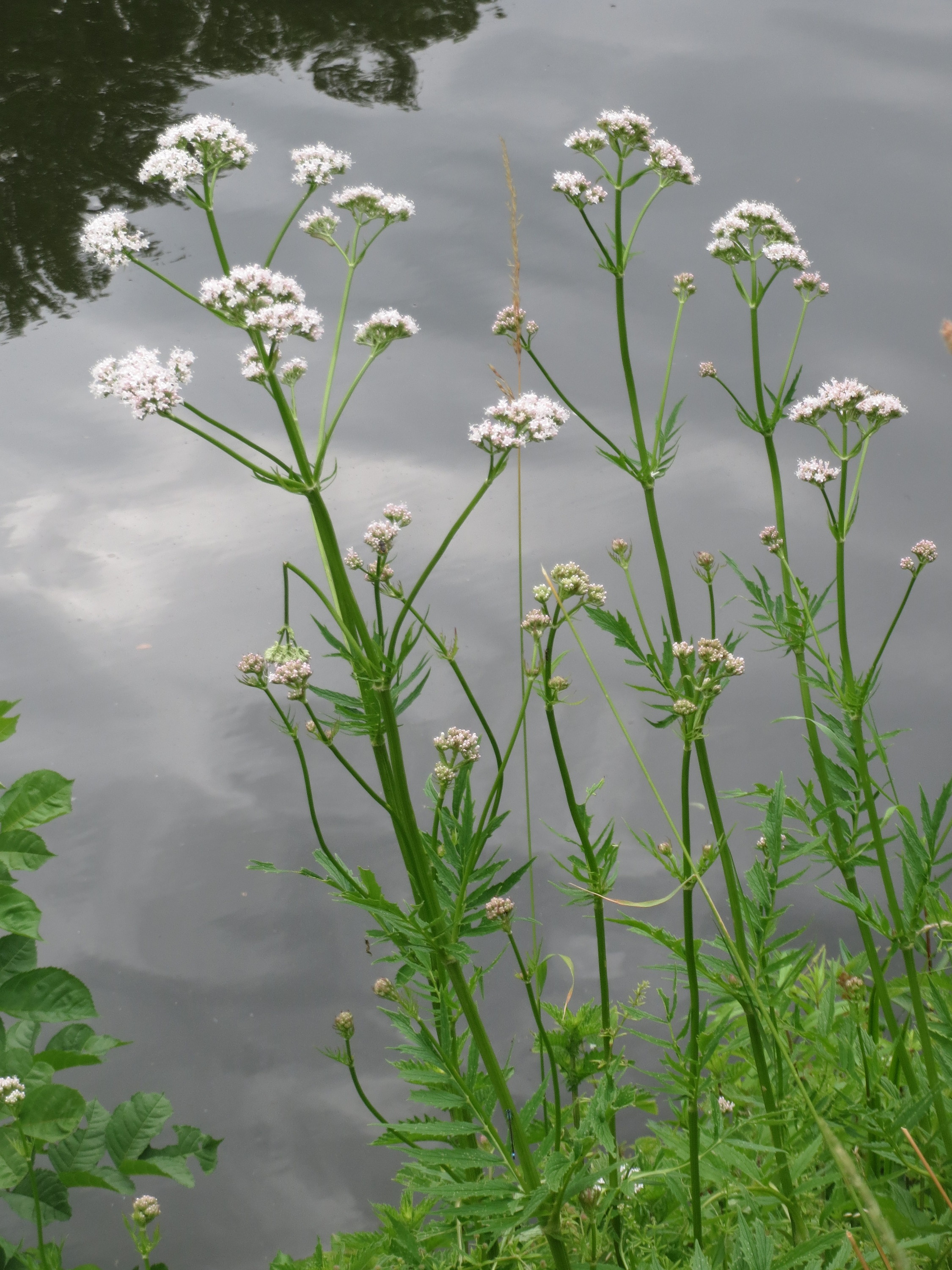
Kozłek lekarski V. officinalis
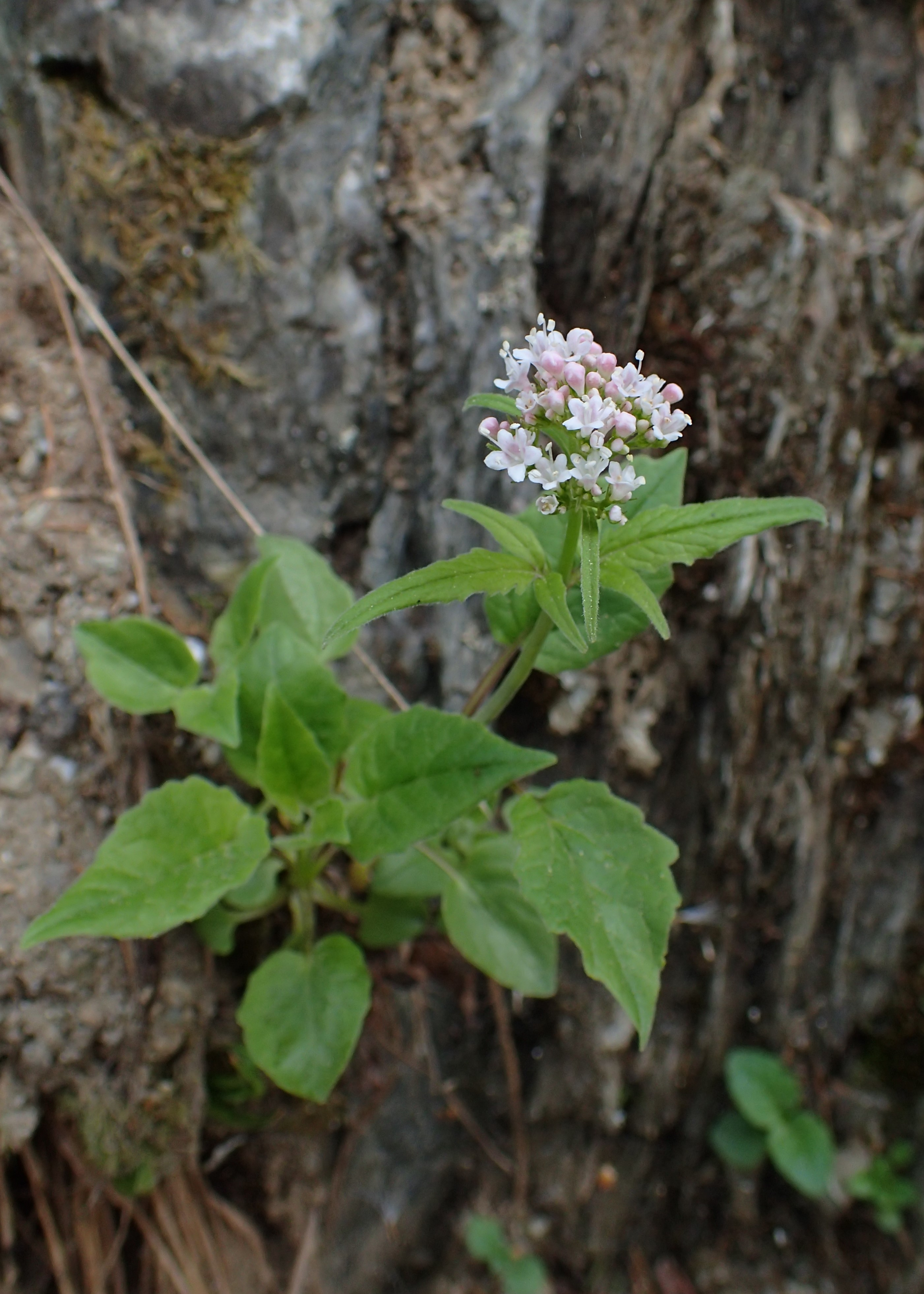
Kozłek trójlistkowy V. tripteris